# Amper
Amper es un grupo empresarial español.

## Historia
Las actividades de Amper se iniciaron en 1956. Antonio Peral Hernández, doctor ingeniero de telecomunicaciones, fundó en ese año junto a su esposa, una empresa dedicada a la fabricación de porteros automáticos, Amper Radio S.L. Se convirtió en uno de los principales proveedores de la Compañía Telefónica Nacional de España. 
En 1982, tras el fallecimiento de Antonio Peral Hernández,Telefónica se hace con el control de Amper, de la que adquirió el 100% de su capital, convirtiéndola en su principal suministrador de equipos. De esta manera, se alió con AT&T para crear AT&T Network Systems, hoy Lucent Technologies y con Motorola, crearon Telcel. Años después, Thomson CSF, hoy Thales, se convertiría en socio para el desarrollo de actividades en el ámbito de las comunicaciones tácticas militares, con la creación de Amper Programas de Electrónica y Comunicaciones.[cita requerida]
En 1986, Amper comenzó a cotizar en el mercado de valores y dio entrada a nuevos accionistas en su capital. En la década de los noventa, la liberalización del mercado de las telecomunicaciones supuso un cambio de escenario que obligó a la compañía a cambiar. Amper obtuvo clientes nuevos y suministradores y se enfocó en las tecnologías de la información y la comunicaciones.[cita requerida]

## Actualidad
En el año 2022, la compañía tuvo la entrada del Grupo Zelenza como accionista industrial, con el 7,9% del accionariado.

## 2010
En julio de 2010, Amper adquiere una participación mayoritaria en la norteamericana eLandia, grupo que integra tres compañías: Desca, empresa dedicada al networking cuyo principal negocio es la integración de Cisco, CTT, empresa de formación tecnológica, y la operadora de Telecomunicación Blue Sky que opera en Samoa.[cita requerida]
En mayo de 2012, el empresario inmobiliario, Enrique Bañuelos, por medio del Grupo Veremonte, se convierte en el accionista principal de Amper. e impone como Consejero Delegado a Yago Méndez Pascual.
En diciembre de 2014 presenta un preconcurso de acreedores.
En abril de 2015 sale del preconcurso y refinancia la deuda con los bancos. Durante este año se amplía el negocio en Pacífico, con la adquisición del operador de las Islas Cook.
En 2017, el Grupo Amper toma el control de Nervión Industries.
El 28 de diciembre de 2017, el consejo de administración de Amper decidió el cese de Jaime Espinosa de los Monteros como presidente ejecutivo de la compañía, cargo que ocupaba desde mayo de 2012, ya que pretendía cobrar un bonus aprovechando una ampliación de capital destinada a salvar la empresa. Asumió entonces el cargo el empresario cántabro Clemente Fernández González.
La compañía finalizó en 2019 una reestructuración.

## 2020
La pandemia de COVID-19 supuso un importante revés en las estimaciones para 2020, principalmente motivado por la paralización de la actividad en los dos trimestres intermedios. En el mes de octubre se produce la dimisión de Clemente Fernández como Presidente y Consejero del Consejo de Administración de la Sociedad, siendo sucedido por cooptación, por Pedro Morenés Eulate.
Pedro Morenés se vincula al Grupo Amper en noviembre de 2019 tras la adquisición por parte de la cotizada, del 50% más una de las acciones de la empresa Ingenio 3000, siendo en ese momento nombrado Presidente del Consejo de Administración de la empresa "Amper Ingenio", integrada en el grupo. Morenés fue ministro de Defensa entre 2011 y 2016. Posteriormente desempeñó el cargo de Embajador del Reino de España  en Estados Unidos entre 2017 y 2018.

## Accionariado
De acuerdo con las notificaciones remitidas a la Comisión Nacional del Mercado de Valores, el accionariado de la compañía se distribuye de la siguiente manera:
(Porcentajes respecto de un total de 1.075.267.779  derechos de voto conforme escritura en el Registro Mercantil de fecha 17/12/2018)
- Free Float : 94,543 %
- José Luis Martinavarro Dealbert : 5,098%
- Pedro Andrés Casado Vicente: 0,019 %
- César Revenga Buigues: 0,340%
- Apoquindo Capital: 0,013%

(Desde la última actualización efectuada en 2018, el free float de la compañía ha pasado del 86,18% al 92,9%, motivado principalmente por la salida como accionista relevante de AMENTO CAPITAL, así como por la reestructuración del consejo de administración).